# William Burges

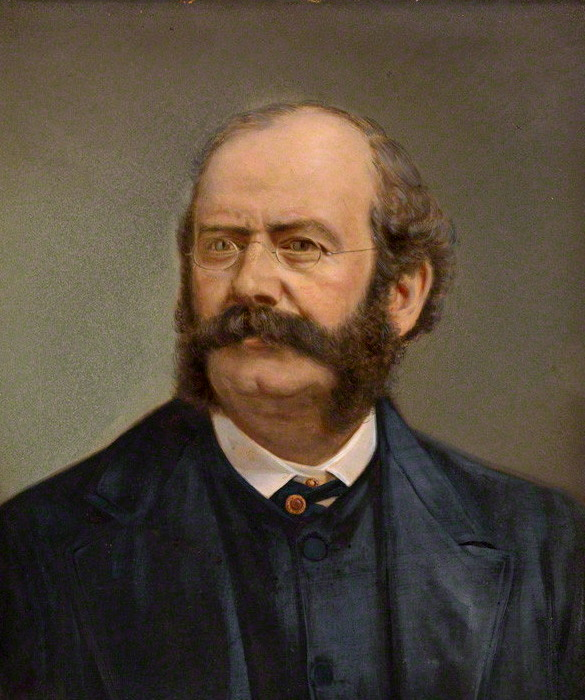
William Burges

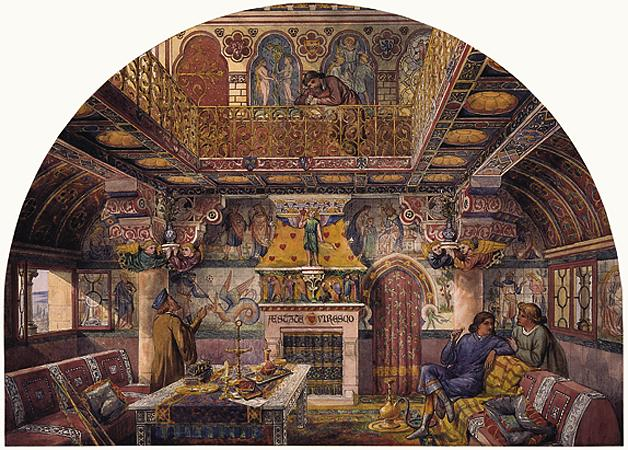
Burges' ontwerp voor de zomerrookkamer in Cardiff Castle

William Burges (Cardiff, 2 december 1827 - Kensington, 20 april, 1881) was een Brits architect en ontwerper. Hij ontwierp niet alleen gebouwen in neogotische stijl, maar paste deze stijl ook toe op het interieur met meubels, gebrandschilderd glas, sieraden en smeedwerk.

## Levensloop

### Jeugd en vorming
William Burges was de zoon van Albert Burges, een civiel ingenieur die rijk geworden was in dienst van John Crichton-Stuart, 2de markies van Bute. Burges kon leven van het kapitaal dat zijn vader hem naliet zodat hij zich geheel kon wijden aan de studie van de architectuur..
Burges werk was vooral geïnspireerd door de Neogotiek van Augustus Welby Northmore Pugin. Hij werkte voor Matthew Digby Wyatt, die een belangrijke rol had in de organisatie van de Great Exhibition van 1851. Burges leverde hier een bijdrage aan het middeleeuwse gedeelte van de tentoonstelling. Daarnaast maakte hij een aantal reizen naar Frankrijk, Italië, Griekenland en Turkije. Als gevolg van zijn bezoek aan dit laatste land zijn in Burges' ontwerpen ook moorse invloeden terug te vinden, bijvoorbeeld in de arabische kamer van Cardiff Castle.

### Eerste opdrachten

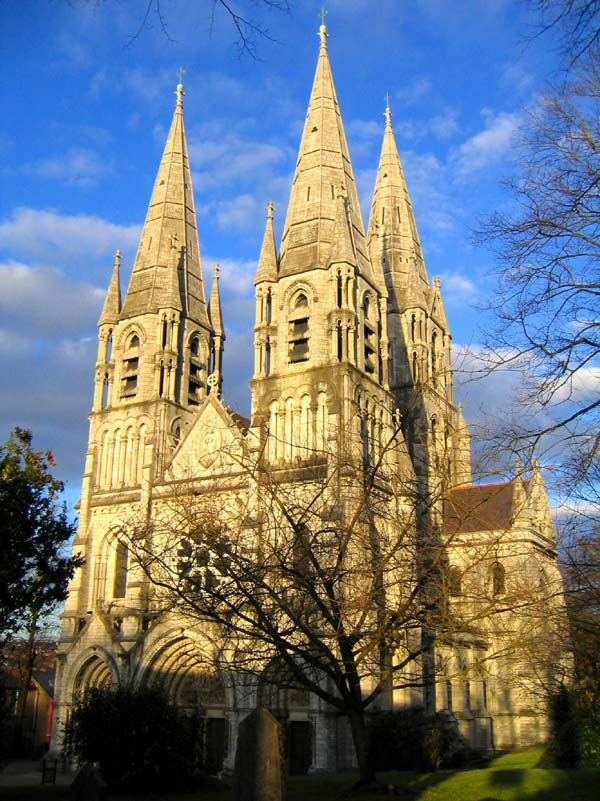
Saint Fin Barre's kathedraal in Cork, Ierland - Burges' eerste grote opdracht

In 1856 begon Burges een eigen architectenbureau. Het begin was moeizaam. Hoewel hij een aantal prijsvragen wist te winnen (onder meer voor de nieuwe kathedraal van Rijsel), werden zijn projecten niet uitgevoerd. Pas in 1863 kreeg hij zijn eerste opdracht, de bouw van Saint Fin Barre's kathedraal in de Ierse stad Cork. Hij slaagde erin om een gebouw dat nauwelijks groter was dan een parochiekerk de allure van een kathedraal te geven. En hij overschreed ruimschoots zijn budget.

### Burges en Bute
Bepalend voor Burges' carrière was de ontmoeting in 1865 met John Crichton-Stuart, 3de markies van Bute. Mogelijk was dit het gevolg van de bestaande contacten tussen hun vaders. Dankzij de markies kreeg hij zijn belangrijkste opdrachten: de herbouw van de kastelen Cardiff Castle en Castell Coch (ten noorden van Cardiff). De markies was de rijkste man van Groot-Brittannië en hoefde niet op geld te letten, waardoor Burges haast onbeperkt zijn gang kon gaan. En hij werkte niet op een koopje: "good art is far too rare and far too precious ever to be cheap."

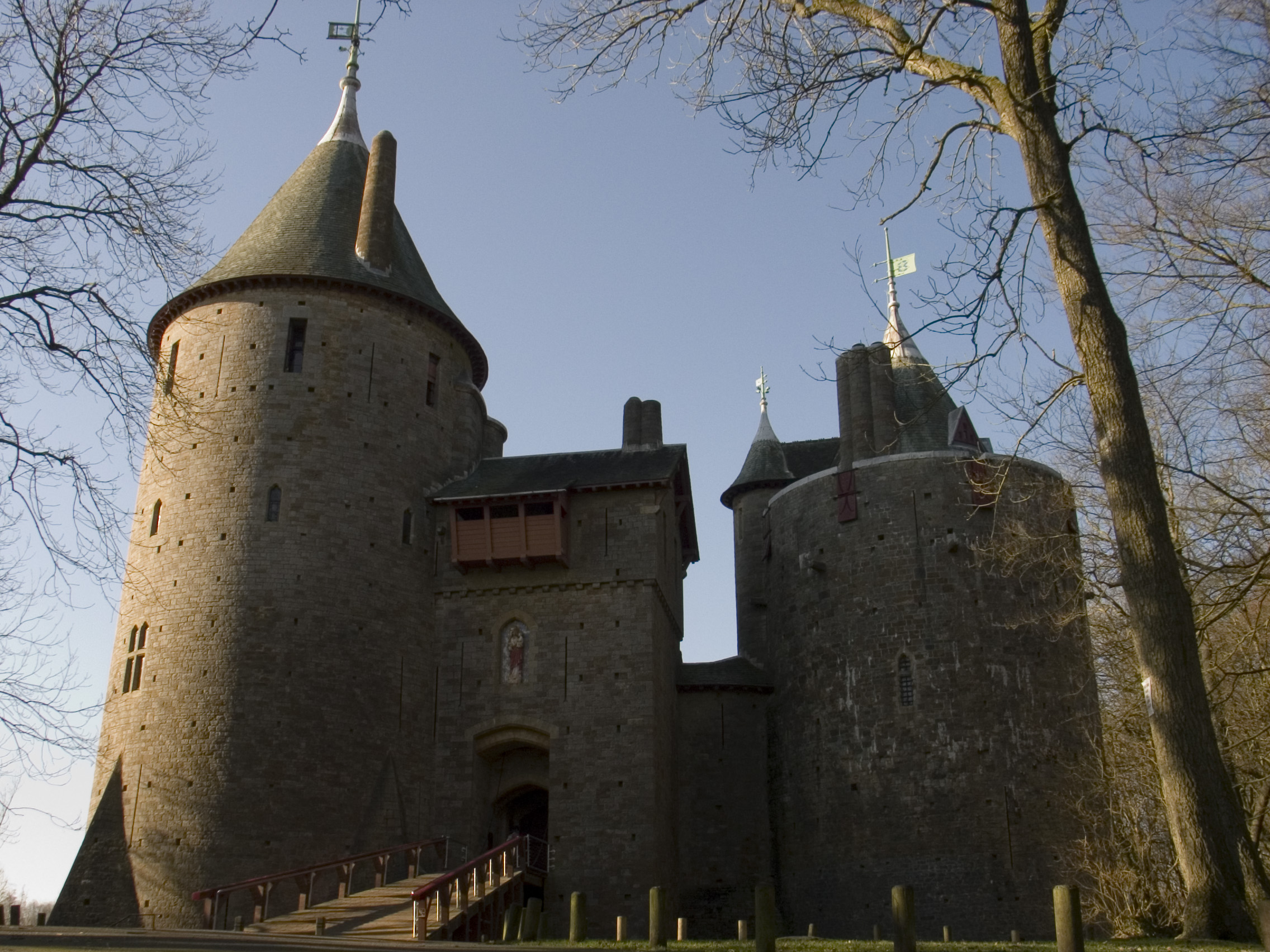
Castell Coch

Burges begon met de verbouwing van Cardiff Castle in 1868. Het bestaande kasteel was weliswaar middeleeuws van origine, maar was ingrijpend gewijzigd door Capability Brown en Henry Holland. Hij moest de bestaande structuur in zijn eigen gebouw verwerken wat tot gevolg had dat nog steeds goed te zien is hoe de neogotische ornamenten het achttiende-eeuwse gebouw "bedekken". Zo kregen de in Georgian stijl gebouwde torens gotische spitsen. De klokkentoren uit 1869 is wel geheel het werk van Burges. Deze was het vrijgezellenverblijf van de markies, die pas in 1872 trouwde. Het interieur met slaapkamer en twee rooksalons is rijk versierd met verguldsel, houtsnijwerk en tekeningen, voornamelijk allegorieën van de seizoenen, mythen en fabels. Bij Burges' overlijden in 1881 was het project nog niet voltooid.
Ondertussen was in 1872 begonnen met de uitvoering van de restauratie, of beter herbouw, van Castell Coch, de ruïne van een dertiende-eeuwse versterking op het landgoed van de Butes ten noorden van Cardiff. Burges wist hier door het combineren van eenvoudige architectonische vormen als de kubus, de cilinder en de kegel de indruk van een dertiende-eeuwse ridderburcht te creëren.

### Late werken

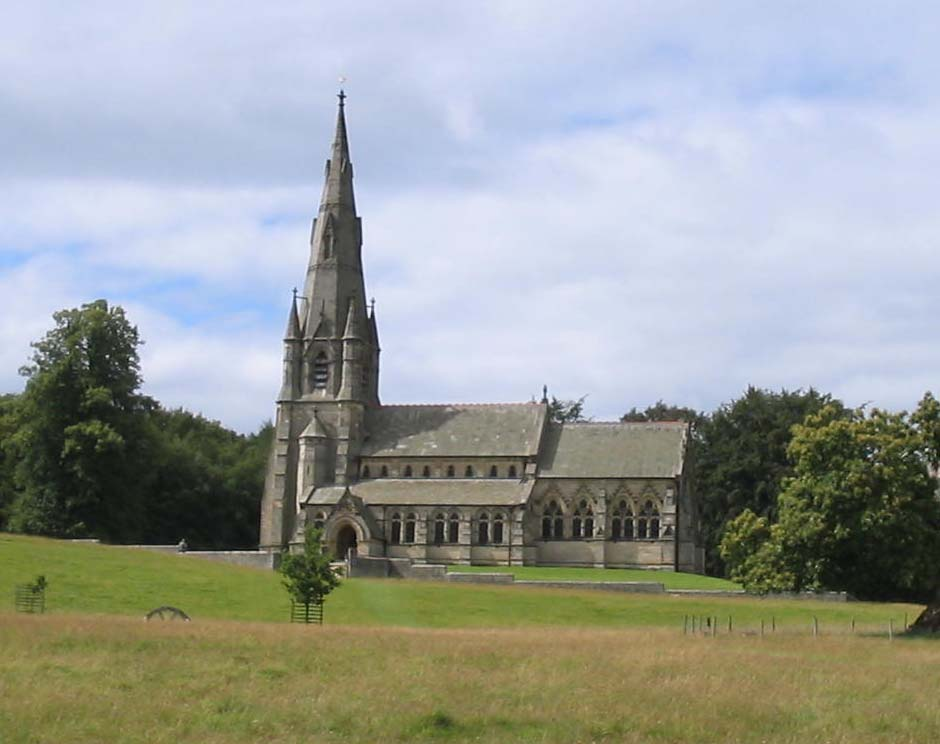
Saint Mary's Church in Studley Royal Park

Hoewel de opdrachten van Bute het grootste deel van zijn tijd opslokten, was Burges ook bezig met andere projecten. Hiertoe behoren de twee herinneringskerken Saint Mary's in Studley Royal en de Church of Christ the Consoler in Skelton-on-Ure voor George Robinson, 1ste markies van Ripon. Ook bouwde hij Park House in Cardiff voor Lord Bute's ingenieur, James McConnochie. Dit huis kan worden beschouwd als een voorstudie voor zijn eigen woning, The Tower House, Melbury Road, Kensington. Hierin gebruikte Burges het vormenmateriaal van verschillende eerdere opdrachten, zodat het huis een mooie samenvatting is van zijn stijl.
Burges overleed op 20 april 1881 in zijn eigen woning in Kensington.

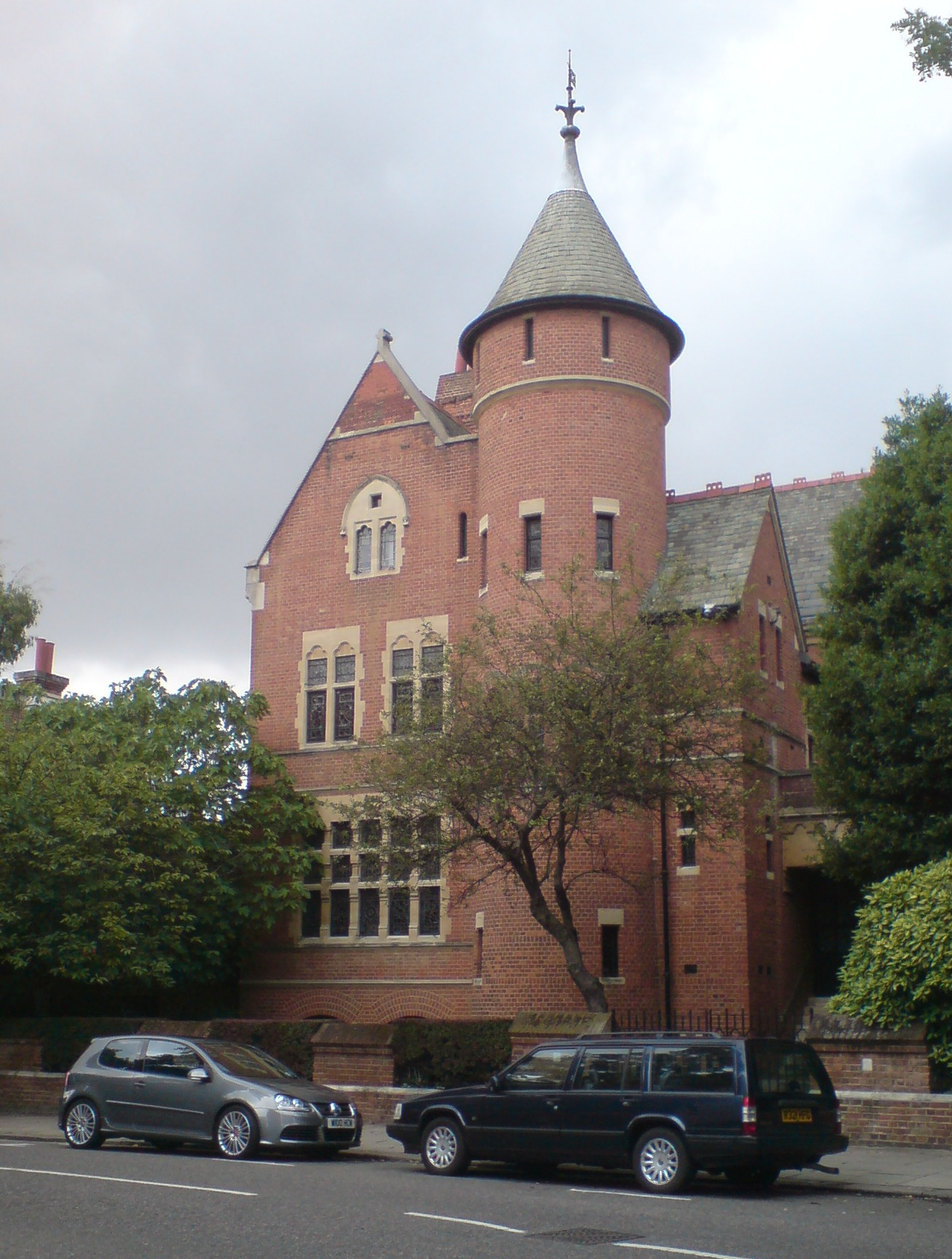
The Tower House, William Burges' eigen woning